# Jungke (Karas)
Jungke is een bestuurslaag in het regentschap Magetan van de provincie Oost-Java, Indonesië. Jungke telt 1567 inwoners (volkstelling 2010).